# 空に唄えば
「空に唄えば」（そらにうたえば）は、2003年4月16日に175Rのメジャー2枚目のシングル。販売元は東芝EMI（現・EMIミュージック・ジャパン）。

## 概要
前作「ハッピーライフ」から約3か月でのリリース。
前作に次いでオリコンチャート初登場で1位にランクインし、メジャーデビューから2作連続で1位を獲得した。なお、この2作連続1位は、日本のロックバンド史上初となる快挙であった。
この年の大晦日、この曲で『第54回NHK紅白歌合戦』に初出場。
175Rのシングルでは最大のセールスを記録。
Jリーグ AC長野パルセイロのサポーターが応援歌（選手入場時）として使用している。

## 収録曲
全曲 作詞：SHOGO／編曲：175R、佐久間正英
1. 空に唄えば
作曲：SHOGO
  - J-PHONE（旧ボーダフォン日本法人、現・ソフトバンクモバイル）CMソング。
  - 故郷（北九州）の友人に向けて歌われた楽曲[3]。
2. snow
作曲：SHOGO
  - EXTRA TRACK扱い。
3. Freedom -和気愛愛 version-
作曲：175R
  - 1枚目のシングル「From North Nine States」に収録されている楽曲「Freedom」のアコースティックバージョン。
  - 楽曲は一発録りされた[3]。